# Strymon reducta
Strymon reducta är en fjärilsart som beskrevs av Courv. Strymon reducta ingår i släktet Strymon och familjen juvelvingar. Inga underarter finns listade i Catalogue of Life.